# Mast-e Eshgh
Mast-e Eshgh (in persiano مست عشق‎, Mast-e Eshgh, in turco Mevlana Mest-i Aşk) è un film romantico drammatico storico iraniano-turco del 2024 scritto e diretto da Hassan Fathi. Ruota attorno a due poeti persiani Mawlana e Shams Tabrizi, interpretati da Parsa Pirouzfar e Shahab Hosseini. Il film è una coproduzione tra Iran e Turchia, realizzata da Dijital Danatlar e Simarya Film Production.